# Deronectes angusi
Deronectes angusi är en skalbaggsart som beskrevs av Hans Fery och Michel Brancucci 1990. Deronectes angusi ingår i släktet Deronectes och familjen dykare. Inga underarter finns listade i Catalogue of Life.